# Gottlieb Leon
Gottlieb Leon, auch Gottlieb Léon (* 17. April 1757 in Wien, Römisches Reich; † 27. September 1830 in Wien, Kaisertum Österreich) war ein österreichischer Schriftsteller und Bibliothekar.

## Leben

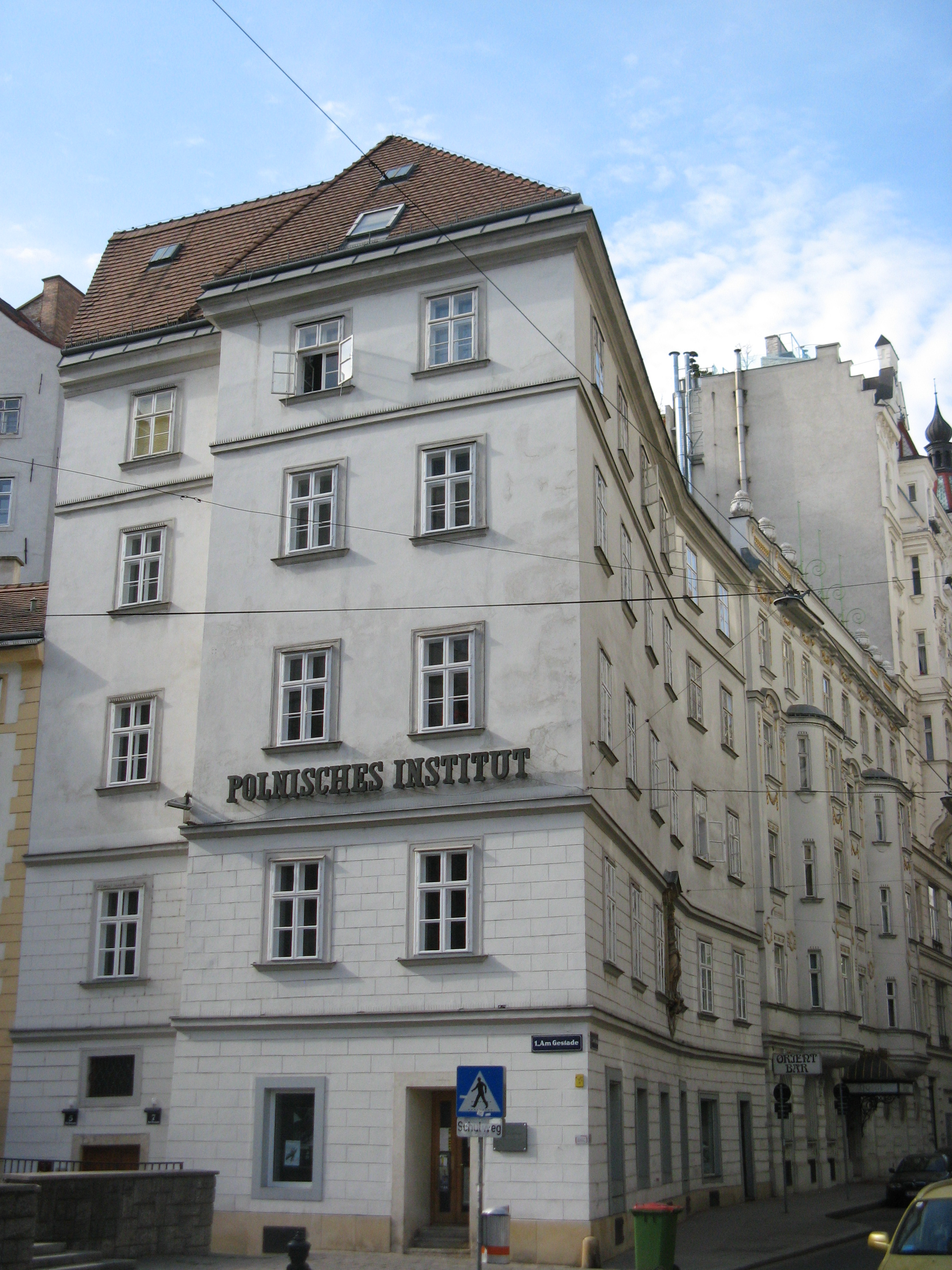
Am Gestade 7

Gottlieb Leon wurde am 16. April 1757 in der damals noch zum Heiligen Römischen Reich gehörenden Stadt Wien geboren. Nach seinem Studium an der Universität Wien wurde er im Jahre 1778 Hofmeister und trat vier Jahre später im Jahre 1782 in die Wiener Hofbibliothek. 1791 übernahm er die Tätigkeit des Scriptor und war ab 1816 Kustos und Leiter der Inkunabelnsammlung. Zeitlebens sammelte er Volkslieder und gab vor allem das Liedgut anderer Völker in Buchform heraus.
Seine Lyrik im Stil der deutschen Klassik, dabei vor allem geprägt durch den Göttinger Hainbund, galt zwar als technisch gut, jedoch auch als nicht besonders einfallsreich. In den Jahren 1795/96 trat er als Herausgeber des Wiener Musen-Almanachs (davor zwischen 1777 und 1786 als Wienerischer Musenalmanach bekannt) in Erscheinung.
Im Jahre 1827 ging er, mittlerweile 79-jährig, krankheitsbedingt in den Ruhestand. Gottlieb Leon, der zum Kreis um Ignaz von Born gehörte, verstarb am 27. September 1830 im Alter von 82 Jahren im Haus Am Gestade 7 und wurde im Sankt Marxer Friedhof beerdigt.